# Saint Lucia op de Olympische Zomerspelen 2024
Saint Lucia nam deel aan de Olympische Zomerspelen 2024 in Parijs, Frankrijk.
Het Olympisch Comité van Saint Lucia duidde Helena Renee-Emmanuel aan als chef de mission.

## Medailleoverzicht
| Medaille | Naam          | Sport    | Onderdeel | Datum      |
| -------- | ------------- | -------- | --------- | ---------- |
| Goud     | Julien Alfred | Atletiek | 100 m (v) | 3 augustus |
|          |               |          |           |            |
| Zilver   | Julien Alfred | Atletiek | 200 m (v) | 6 augustus |

## Aantal deelnemers
Hieronder volgt een overzicht van de atleten die zich reeds gekwalificeerd hebben voor de Olympische Zomerspelen van 2024.
| Sport    | Mannen | Vrouwen | Totaal |
| -------- | ------ | ------- | ------ |
| Atletiek | 1      | 1       | 2      |
| Zeilen   | 1      | 0       | 1      |
| Zwemmen  | 1      | 0       | 1      |
| Totaal   | 3      | 1       | 4      |

## Deelnemers en resultaten

### Atletiek

#### Loopnummers
Mannen
| atlete         | onderdeel | series | series | herkansingen | herkansingen | halve finale   | halve finale   | finale         | finale |
| atlete         | onderdeel | tijd   | rang   | tijd         | rang         | tijd           | rang           | tijd           | rang   |
| -------------- | --------- | ------ | ------ | ------------ | ------------ | -------------- | -------------- | -------------- | ------ |
| Michael Joseph | 400 m     | 45.69  | 8 H    | 45.64        | 4            | niet geplaatst | niet geplaatst | niet geplaatst |        |

Vrouwen
| atlete        | onderdeel | voorronde | voorronde | series | series | herkansingen | herkansingen | halve finale | halve finale | finale   | finale  |
| atlete        | onderdeel | tijd      | rang      | tijd   | rang   | tijd         | rang         | tijd         | rang         | tijd     | rang    |
| ------------- | --------- | --------- | --------- | ------ | ------ | ------------ | ------------ | ------------ | ------------ | -------- | ------- |
| Julien Alfred | 100 m     | bye       | bye       | 10.95  | 5 Q    | n.v.t.       | n.v.t.       | 10.83        | 1 Q          | 10.72 NR | 1 [ 1 ] |
| Julien Alfred | 200 m     | bye       | bye       | 22.41  | 1 Q    | n.v.t.       | n.v.t.       | 21.98        | 2 Q          | 22.08    | Zilver  |

### Zeilen
Mannen
| atleet       | onderdeel | race | race | race | race | race | race | race | race | race        | race        | race   | race   | race           | netto punten | eindnotering |
| atleet       | onderdeel | 1    | 2    | 3    | 4    | 5    | 6    | 7    | 8    | 9           | 10          | 11     | 12     | M              | netto punten | eindnotering |
| ------------ | --------- | ---- | ---- | ---- | ---- | ---- | ---- | ---- | ---- | ----------- | ----------- | ------ | ------ | -------------- | ------------ | ------------ |
| Luc Chevrier | ILCA 7    | 24   | 36   | 19   | 25   | 11   | 28   | 27   | 29   | geannuleerd | geannuleerd | n.v.t. | n.v.t. | niet geplaatst | 163          | 29           |

### Zwemmen
Mannen
| Atleet             | Onderdeel        | Series | Series | Halve finale   | Halve finale   | Finale         | Finale         |
| Atleet             | Onderdeel        | Tijd   | Rang   | Tijd           | Rang           | Tijd           | Rang           |
| ------------------ | ---------------- | ------ | ------ | -------------- | -------------- | -------------- | -------------- |
| Jayhan Odlum-Smith | 100 m vrije slag | 50,39  | 44     | Niet geplaatst | Niet geplaatst | Niet geplaatst | Niet geplaatst |